# Botryobasidium baicalinum
Botryobasidium baicalinum ist eine Ständerpilzart aus der Familie der Traubenbasidienverwandten (Botryobasidiaceae). Sie bildet resupinate, spinnwebartige Fruchtkörper aus, die auf Totholz von Kiefern wachsen. Das bekannte Verbreitungsgebiet von Botryobasidium baicalinum umfasst den Baikalsee. Die Anamorphe der Art ist bislang nicht bekannt.

## Merkmale

### Makroskopische Merkmale
Botryobasidium baicalinum besitzt zunächst weiße, später cremefarbene, gespinstartige und dünne Fruchtkörper, die resupinat (also vollständig anliegend) auf ihrem Substrat wachsen und unter der Lupe leicht netzartig erscheinen.

### Mikroskopische Merkmale
Wie bei allen Traubenbasidien ist die Hyphenstruktur von Botryobasidium baicalinum monomitisch, besteht also ausschließlich aus generativen Hyphen, die sich rechtwinklig verzweigen. Die Basalhyphen sind hyalin, meist 7–9 µm breit, dickwandig und nicht inkrustiert. Die 5–7 µm dicken Subhymenialhyphen sind hyalin und dünnwandig. Die Art verfügt anders als fast alle Traubenbasidien sowohl über 100–200 × 3–7 µm große Zystiden als auch über Schnallen an allen Septen. Die sechssporigen Basidien der Art wachsen in Nestern, werden 9,5–11 × 6–7 µm groß, sind kurzzylindrisch und an der Basis beschnallt. Die Sporen sind subnavicular bis schiffchenförmig und meist 6,6–8 × 2,7–3,4 µm groß. Sie sind hyalin, glatt und dünnwandig.

## Verbreitung
Die bekannte Verbreitung von Botryobasidium baicalinum umfasst nur die Typlokalität, den Süden des russischen Baikalsees.

## Ökologie
Botryobasidium baicalinum ist ein Saprobiont, der auf dem Totholz von Kiefern (Pinus spp.) wächst. Er wächst bisweilen zusammen mit Hyphodontia pallidula.